# Visualiseur

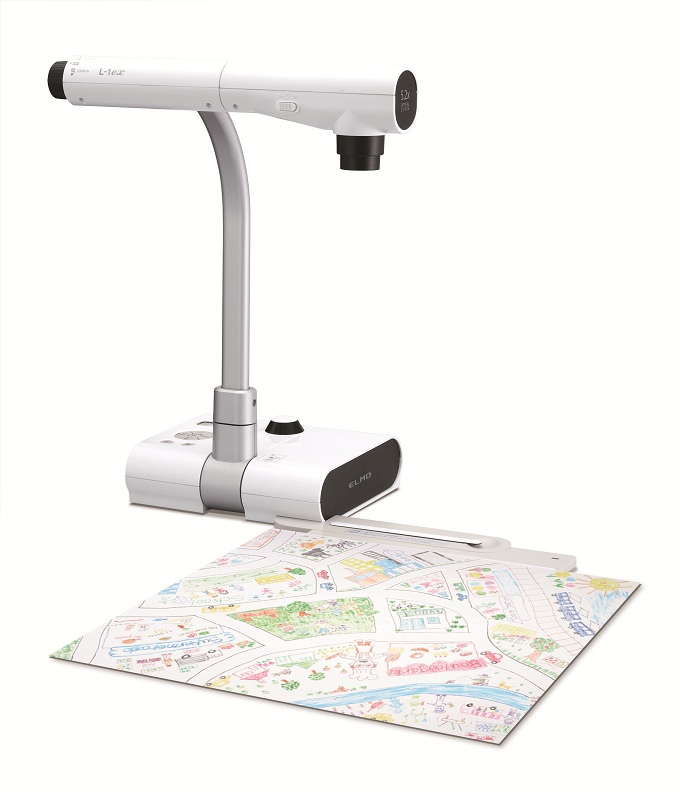
Visualisateur interactif ELMO L-1ex.

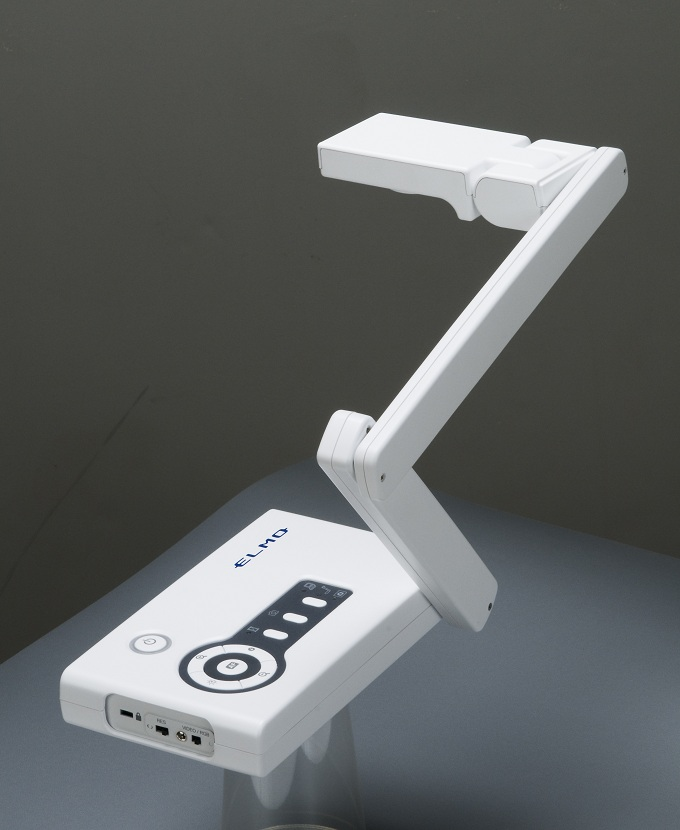
Visualisateur portable interactif & Pliable ELMO i-Pochette CO-10.

Un visualiseur, de l’anglais « visualiser », est un outil pédagogique interactif communément considéré comme la version numérique d'un épiscope.
Il est également connu sous les noms de visualisateur, visionneuse, banc-titre ou encore caméra-document. AVerMedia, ELMO, Lumens, et WolfVision figurent parmi les principaux fabricants de visualiseurs interactifs mais il est également possible de le réaliser soi-même (voir en fin de l'article).
Outre le secteur de l’enseignement, le visualiseur est utilisé par les dessinateurs qui pratiquent le dessin en direct.

## Histoire
Les visualiseurs ont été développées pour répondre à une demande croissante de capacité à projeter et à présenter des documents, plans, dessins et objets originaux directement, sans nécessiter de préparation préalable, qui serait nécessaire pour leur utilisation dans le cadre d’une présentation par rétroprojecteur. Les premiers visualiseurs ont été développées par les sociétés WolfVision et Elmo et ont été lancées à la foire photokina en 1988.
L'utilisation généralisée des ordinateurs, des projecteurs et des programmes de présentation populaires tels que Microsoft PowerPoint dans les salles de réunion a eu pour conséquence que les rétroprojecteurs ont été utilisés moins souvent. Les visualiseurs constituent toujours un moyen pratique et flexible d’afficher spontanément des documents, des livres ou des diapositives au cours de présentations.
Les premières tentatives et les prototypes étaient pour la plupart de simples caméras vidéo sur un support de copie. Au milieu des années 1970, ces appareils ont été assemblés et équipés d’un éclairage supplémentaire pour pouvoir fonctionner dans des pièces sombres et pour fournir une qualité d’image projetée constante. La technologie des caméras vidéo durant cette période a été un facteur clé dans le développement des systèmes de visualiseurs. Les visualiseurs ont également souvent bénéficié des développements d'autres industries, ce qui a également facilité d'importants progrès dans le domaine de la technologie des caméras pour documents. Un bon exemple en est la technologie utilisée dans le matériel photographique, qui a beaucoup contribué au développement de la caméra pour documents en tant qu'outil de présentation de grande qualité.
À la fin des années 1990, les caméras à balayage progressif ont été introduites. Aujourd'hui, de nombreux visualiseurs disponibles sur le marché sont capables de produire au moins 30 images par seconde, ce qui garantit des images de haute qualité et une fluidité des mouvements quelle que soit la résolution ou le rapport de format.

## Principe de fonctionnement
Il s’agit d’un appareil constitué d’une unité centrale de laquelle s’échappe un col flexible ou articulé portant à son extrémité une tête de caméra. La caméra du visualiseur permet de capturer sous forme de photo ou de film des documents (y compris des transparents), des objets en 3D animés ou non, et des personnes ou des animaux. Les images filmées sont simultanément projetées via un vidéoprojecteur en grand format sur un écran de projection, un tableau blanc interactif, un mur, un téléviseur/moniteur ou encore un ordinateur grâce au logiciel généralement fourni. Les images projetées peuvent être stockées sur des mémoires internes, des cartes SD, ainsi que, suivant les modèles, sur des clés USB.
Pour utiliser un visualiseur, il suffit de le connecter à tout dispositif d’affichage via un câble VGA ou d'un câble USB et de disposer l’objet de la démonstration/présentation face à la caméra, c’est-à-dire généralement sous cette dernière.

## Avantages et fonctionnalités
Un visualiseur favorise la rétention visuelle et peut être dit interactif dans la mesure où il facilite les échanges et interactions entre l’enseignant et les apprenants, ainsi qu’entre les élèves entre eux.
Un visualiseur dispose de fonctions telles que l’autofocus, l’ajustement de l’exposition, la balance des blancs, la vidéo en temps réel (jusqu’à 30 images par seconde), une qualité d’image haute résolution ou une mémoire intégrée pour stocker les images. Différentes connexions telles que DVI, VGA, S-Vidéo ou composite permettent de connecter le visualiseur à de nombreux appareils. Grâce au logiciel généralement fourni, il est possible sur certains modèles d’accéder à des fonctions avancées telles que la prise de vue à intervalles réguliers et en temps différé qui donnent la possibilité de réaliser des films d’animation.
Avocats, médecins, scientifiques, professeurs, élèves ou employés peuvent utiliser un visualiseur pour renforcer l’efficacité de leurs présentations ou démonstrations, mieux partager et mieux interagir avec leurs publics respectifs. Les étudiants peuvent voir tous en même temps ce que le professeur montre sous la caméra sans avoir à se le faire passer dans la classe. Les visualiseurs interactifs captent l’attention des étudiants sur ce que le manipulateur fait ou présente, et donc sur l’objet de son cours.
- En sciences, lorsque le zoom du visualiseur — qui peut être optique (jusqu’à 16 fois pour les appareils les plus performants) et  numérique — ne suffit pas, il est possible de fixer un adaptateur qui permet de connecter facilement un microscope à sa tête de caméra afin de montrer un objet minuscule.

- En cours de mathématiques le visualiseur permet de montrer en collectif et d'enregistrer sous forme de vidéos des manipulations d'instruments de géométrie pour des constructions, des manipulations de calculatrices, des solides à étudier, etc.[1]

- De manière plus générale dans l'enseignement le visualiseur permet de montrer à la classe un document (livre, carte, travail d'élève, etc.) mais aussi une prise de notes manuscrites en direct en remplacement d'un tableau interactif.

- La visioconférence, qui permet parfois de montrer non seulement le visage des participants mais aussi des documents ou objets à des publics distants, est aussi utilisatrice de visualiseurs qui font alors usage de caméras secondaires.

- Enfin, le zoom et la possibilité de numériser les documents et objets présentés devant la caméra permettent aux malvoyants de lire aisément des documents, et aux personnes ayant des difficultés à tenir en main des documents de les lire de façon stable sur un écran.

## Réaliser soi-même un visualiseur

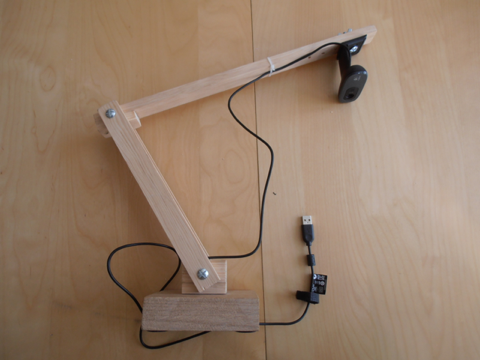
Visualiseur bricolé à moins de 40 €.

Il existe une méthode simple pour réaliser un visualiseur à moins coût : elle utilise un pied en bois facilement recyclable et une simple webcam HD (si possible autofocus) ou tout appareil disposant d'une caméra (appareil photo numérique, tablette tactile, mobile multifonction ou ordiphone au Québec, etc.) raccordée au vidéoprojecteur (voire, en intermédiaire, à un ordinateur) par un câble USB ou en liaison sans fil (éventuellement grâce à une clé Miracast). Il faudra néanmoins prévoir également une source lumineuse complémentaire. Un exemple de liste du matériel nécessaire et une procédure sont disponibles sur le wiki du Laboratoire ouvert de Grenoble ou sur la page de l'université Lyon 2 .

## Place dans le contexte des présentations
Aujourd’hui, la plupart des modèles de visualiseurs sont fournis avec un logiciel permettant d’enregistrer images et vidéos, d’écrire des annotations sur une capture d’image ou sur l’image filmée en direct (selon le modèle utilisé), ou encore de donner le contrôle du visualiseur à un ou plusieurs élèves via un ordinateur ou un réseau. Les visualiseurs sont compatibles avec les tableaux blancs interactifs et font partie intégrante des Technologies de l'information et de la communication (TIC). Parmi les critères pour distinguer les modèles de visualiseurs existants, citons notamment la performance du zoom optique, la résolution, la portabilité (modèle pliable et pesant moins de 2 kg ou non), et les possibilités de connexion.